# Sarcophaga mont
Sarcophaga mont är en tvåvingeart som beskrevs av Thomas Pape 1996. Sarcophaga mont ingår i släktet Sarcophaga och familjen köttflugor.
Artens utbredningsområde är Thailand. Inga underarter finns listade i Catalogue of Life.